# 松岡千夏
松岡 千夏（まつおか ちなつ、1992年6月26日 - ）は、日本の女優。元AV女優。

## 略歴・人物
2017年3月、「大森一花（おおもり いちか）」としてAVデビュー。所属事務所はジーアースエンターテイメント。
2017年6月に所属事務所をRIGHTに移し「海空花（みそら はな）」に改名。
AVA888のメンバーとして台湾でも活動。新体操経験から運動神経がよく、2018年に映画に初出演以来、アクションのできる女優としても活動。
2020年12月29日、AV女優引退を発表。女優業は続ける。2021年5月1日、REDCARPETに所属し、新たな芸名を松岡千夏とすることを発表。
2022年7月30日、初めてボディメイク大会「Summer style award2022東京」に出場し、ビューティーフィットネスモデル部門ショートクラスで優勝。

## 人物
京都府出身。AV女優時代は趣味・特技は、スポーツ全般・新体操・ダンス・アクションとしていたが、REDCARPET移籍後のプロフィールでは趣味はキックボクシング、旅行となっている。特技は水泳素潜り、側転、旋風脚。
苦手なものは、運転・ゲーム・漫画、読書・集団行動・歌。
保育士および幼稚園教諭二種免許保持。

## 出演作品

### アダルトDVD
- 顔出し!女子大生限定 ザ・マジックミラー 乗車人数増量で400分の徹底調査スペシャル! 友達同士2人っきりで初めての混浴温泉♥ リアル素人大学生が日本一エロ〜い車の中で過激ミッションにより徐々に近づく心とアソコ! じわじわ湧き出る性欲で男と女は友情という垣根を超えてしまうのか!? 3 in池袋（3月7日、ディープス）※「はるか」名義
- 勇気を振り絞って興奮の頂点へ!! 前から気になっていたあの美巨乳お姉さんにしてもらえるか!? キスだけでギンギンにフル勃起な童貞君の筆下ろし体験! 3（4月1日、ホットエンターテイメント）
- ストレッチ女子の尻肉と肛門（4月25日、1113工房）
- 突然のゲリラ豪雨で雨宿りに入ったネットカフェでペアシートしか空きが無く、狭い個室に会社の部下と二人きり! ずぶ濡れで下着が透けまくる部下の姿がイヤらし過ぎて堪らず犯して強引にチ○ポを挿入!感じるまで腰を振り続け中出しまでしてしまいました。（5月19日、アパッチ）
- 脱糞フレンド。（5月20日、レイディックス）※「よしか」名義
- 社パNTR ウチの妻が働く会社の商品開発部三課の打上げで明らかに苦手そうな社員にセクハラされていたが最後の方はなんだか楽しげにヤッている（5月25日、タカラ映像）
- すべて丸出し全裸ダンス（5月25日、1113工房）
- 尻肉と肛門を目に焼き付けるほどガン見する（5月25日、1113工房）
- 「ほら!今、先っぽ挿ったでしょう!?ダメダメ!それ以上早く動かすと本当に挿っちゃうからダメ!」 でもヌルヌルでズボ!結局、生挿入でうっかり生中出ししたらカニばさみロックで何度も中出し強要するド淫乱に豹変!! 超巨乳過ぎるボクの家庭教師はいつも谷間を隠さず常時見えてます!!童貞受験生のボクは勃起しまくっていたらバレてしまいヤバイと思ったけど正直にすべて話したら不憫に思った先生が「擦り付けるだけだったらいいよ」と言ってまさかの素股OK!!擦っていたら先生の股間がクチュクチュと音を立て濡れはじめて爆濡れ状態!!調子に乗ってボクも腰を動かしたら「ダメ挿っちゃう!動かさないで!」でもボクも気持ちよくて動きを止められず結局ヌルっと生挿入!!しかもしっかりと生中出ししちゃいました!!調子に乗り過ぎて怒られると思ったらスチッチに入った先生はカニばさみで中出し強要する程のド淫乱に豹変!!結局何度も中に出させられちゃいました!!（6月7日、Hunter）
- 妹が兄を眠らせセックス練習近親相姦!? 『早くエッチが上手くなりたい!』と必死になる女子校生の妹はボクを睡眠薬で眠らせてセックス練習をしていた!?騎乗位になって一生懸命腰を振っている妹の激しい腰使いとあまりの気持ち良さに目を覚ましたボクは、ありえない状況に戸惑いつつも感じまくりヌレまくりの妹のアソコが気持ち良過ぎて腰を動かしてしまい、イケないと思いつつもそのまま中出ししてしまいました…!（6月7日、ゴールデンタイム）
- 連れション飲尿 女体液3P天国 M男仕様（6月20日、レイディックス）
- 新・女戦闘員 ナイロン66（7月14日、GIGA）
- 伊豆修善寺温泉で見つけたFカップ以上の巨乳お嬢さん タオル一枚 男湯入ってみませんか? 史上最高に恥ずかしい特別ミッション! 「自分の股間に泡をつけて男性客の××を洗ってあげる。」 真夏のタワシ洗い・ツボ洗い・素股でオマ○コ密着大赤面スペシャル!!!（8月10日、SODクリエイト）※「あい」名義
- 目のやり場に困ってしまうほどセクシーな看護師さんが僕の担当になった! 空前絶後のォォ!超絶怒涛の超性欲童貞男が追いかけまわしてハメまくる!（8月13日、カルマ）
- 素人限定! くすぐり我慢腕相撲（8月19日、ATOM）
- 悪徳施術師による母娘同時オイルマッサージ盗撮映像 2（8月25日、MAGIC）
- 「パパとママには絶対内緒だよ!」 親戚の叔父さんに秘密のエッチ動画投稿!オマ●コぴちゃぴちゃ姪っ子自画撮りオナニー（9月1日、ロリオナ）
- 女っ気がない僕を小バカにするかのように人目を憚らず僕を誘惑してくる小悪魔娘!ヤッてる自分に興奮したのか、しまいには「おま○こくぱぁー」して…（9月15日、DOC）
- 成長期なのに家の中を半裸でウロウロする妹! その光景にソソられてしまい、いたるところで胸やお尻をガン見!さらに昼寝中も露骨にモロ出しなので我慢できずこっそり手を出すと…妹のアソコが濡れ濡れ!! まさか寝たふりしてボクのチ○ポを待ちかまえていた!?（9月21日、SOSORU×GARCON）
- 姉ちゃんのおつかいで保育士女子寮に行ったら 性欲旺盛!巨乳超ヤリマン女子ばっかりでとんでもなくエロいことになった件（1-月13日、カルマ）
- 18歳でFカップ!最初で最後のAV出演! スパイダー騎乗位の神様!AVデビュー!（12月13日、MARX）※「桐生恵」名義
- 女子大生限定 女子大生の彼女の誕生日会で悪ノリ!悪酔い!彼女の女友達ごと寝取った思い出ビデオ 〜誕生会NTR〜（12月25日、お持ち帰り）※「絵美」名義

- 女子○生 エンドレス潮吹き中出し痴漢（1月7日、アパッチ）
- パンティ手綱（1月7日、パコパコ団とゆかいな仲間たち）
- 夫に相手にされない火照ったカラダを持て余した美妻たちが住むマンションの管理人になった僕! 色々と理由を付けて部屋に呼び出され、見せつけられるムチムチなエロ尻に勃起のおさまらなくなったチ○ポをフル稼動させられた!（1月12日、h.m.p）
- ドキュメンTV×PRESTIGE PREMIUM 家まで送ってイイですか? 14（1月19日、プレステージ）※「さおり」名義
- 電マバギーどろんこアクメ耐久レース 全裸!カーレース!泥まみれ!電マでイキ続けながらオフロードを爆走!!（1月25日、ROCKET）
- 嫁までの距離5メートル以内! バレないように嫁の親友とやっちゃった俺（2月8日、アキノリ）
- 生中出し高級待ち合わせ人妻風俗嬢 Vol.001（2月9日、BAZOOKA）
- ゲスの極みホテル 5組目（2月16日、フルセイル）
- 隣人の巨乳ミニスカお姉さんに呼び出されて行ってみたらヤリサー女子会の真っ最中で男は僕1人。 とうぜん裸にされ次々ときれいなお姉さんとキス!フェラ!手コキ!乱交!素股!をさせられ勢いに任せて挿入してみたらご褒美中出しさせてくれた。（2月19日、ぐりーんあっぷる）
- 「私みたいなおばさんが初めてで本当にいいの?」まだまだ性欲が衰えないのに、旦那とは超セックスレスで欲求不満! そんな私の巨乳に欲情してくれた童貞クンを優しく筆おろし、しかも何度も中出しさせてあげました!（2月22日、アイエナジー）
- お義父さんのやさしい性教育（2月23日、宇宙企画）
- 女子大生新歓コンパ居酒屋 女子の酒に睡眠薬を入れたらバッタバッタ倒れて大変なことになったついでにチャンスとばかりに猥褻を楽しんだオレたちwww（2月25日、レッド）
- いつでもどこでも時間停止して中出しできる学園 II（3月1日、MOODYZ）
- デリヘル呼んだら数年前に寿退社したハズの職場のマドンナとまさかの再会! 「このことは内緒にしておくから」とアナル舐めさせギン立ちしたゲス男チ○ポで奥まで突き上げ高嶺の華だった人妻膣中に爆発射! 3（3月9日、SCOOP）
- 可愛いペットが全員カワイイ女の子に! 全員に中出ししちゃう! 夢のペットとハーレムSEX三昧ライフ♥（3月9日、BAZOOKA）
- 私立パコパコ女子大学 女子大生とトラックテントで即ハメ旅 06（3月9日、プレステージ）※「あかね」名義
- 祝w!二人合わせて100人斬り達成記念w! ヤリチン大学生ユーセイ&ツバサのバイト先のパート奥さんを部屋へと誘って真顔でコクって褒めてクドいてその気にさせて 取っ替え引っ替え毎週タダまんゲットしまくっている様子を盗撮したビデオwww（3月13日、JET映像）※「みそら」名義
- 常に乳首責めエステで感じちゃった俺 2（3月21日、アキノリ）
- 女子体育大学に通う運動部JDは性欲の鍛え方も並じゃない!! 性欲モンスターJDの体育会系SEX!!（3月23日、SCOOP）
- 生中出し巨乳制服美少女 Vol.001（3月23日、BAZOOKA）
- 夢の「巨根サプリ」で人生激変! 負け組→勝ち組大逆転www 短小包茎ED独身58才男はとある巨根サプリを飲んだところフルボッキ18cmチ○ポに! 3 ガールズバーやキャバクラでデカチンを見せたらお持ち帰りできたウソのような本当の話（3月25日、レッド）
- 緊縛ちゃん（4月6日、ワープエンタテインメント）
- 会社研修旅行の旅館で… 同僚女子社員の部屋におじゃまして飲んでいると先輩がガチ口説きで1人を連れて襖の向こうに!そしてエッチな感じに?!残されたボクらも二人きりに! 4（4月7日、東京スペシャル）
- ボクがしている在宅バイトは『ダッチワイフモニター』。 アンドロイドダッチワイフに中出しして送り返すだけ!! 詳しく言うと…最初は何をしても超マグロ状態なんだけど、時間が経てば超敏感になりイキまくるんです!!この過程をレポートするのも仕事です。（4月7日、お夜食カンパニー）
- ニーハイ×太もも=絶対領域 街で見かける通学途中のアノ娘のシコりたくなる脚（4月12日、アキノリ）
- 絶倫怪人三部作 Vol.1 忍鳥人バードフォース バードスワン（4月13日、GIGA）
- またもや衝撃流出! 会社訪問にやってきたリクスー就活女子を昏睡レイプした人事担当者の記録動画（4月13日、カルマ）
- 衝撃素人NTR投稿! PTAの懇親会で撮影された泥酔させられたあげく意識朦朧の状態で無理矢理性行為を強要されたウチの妻の寝取られ動画（4月13日、カルマ）
- 敏感になっちゃう催淫マッサージオイルと秘伝のツボで我慢できない人妻悶々整体院盗撮（4月13日、カルマ）
- 先日、離婚した元妻がねとられるまでを撮影したDVDが送られてきました vol.2 はな 27歳（4月13日、JET映像）※「はな」名義
- 女子2人で10代男子1人の無尽蔵に膨れ上がった性欲満タンおチ○ポを使ってどちらが先にどぴゅどぴゅイカせられるか凄テク射精レース! 発射させられなかった方にはそのままゴムなし生挿入中出しセックス!もちろんチ○ポが勃起しなくなるまで何度も中出し!（4月19日、ぐりーんあっぷる）
- 原作ヘンリー塚本 親父と娘 性交365日（5月1日、FAプロ）
- 【リアル円女】未成年と円光・即パコ♪ 吹奏楽部 かえで・元新体操部 はな・帰宅部 麻里（5月10日、アキノリ）
- 女監督ハルナの素人レズナンパ 121 超恥ずかしいんですけど… 初めて親友の生マ○コをイジって舐めてイキまくっちゃった!（5月15日、ナンパーズ）
- 友達同士で割りまくれ! 目指せ!高額賞金! ローションプールぬるぬる!風船割り選手権!（5月19日、ATOM）
- 温泉旅館 夫婦旅行 冴えない風貌男の正体は回春指圧師 夫がいない間に妻を寝取っていた指圧師 得体の知れない媚薬を塗りこみ 夫婦旅行の妻たちを寝取っていた（5月19日、熟女はつらいよ）
- マジックミラー号 女子○生限定! 豪華撮りおろし2タイトル収録8時間! 田舎&都会で見つけた制服美少女総勢15人全員SEX成功&オール顔射スペシャル!（6月7日、SODクリエイト）※「きこ」名義
- AV女優が一般男性♂に仕掛ける超ドッキリ! 誘惑エロチューブ Vol.1 3人の人気AV女優さんが自ら考えたエロ悪戯で街中の一般男性を誘惑、その時男性はどんなリアクションをするのかな!?（6月7日、ROCKET）
- イチャイチャ同棲彼氏 パーフェクトダーリン 有馬芳彦編（6月7日、GIRL'S CH）
- バツイチ婚活パーティー後、部屋にお持ち帰り盗撮 再婚を望むシングルマザー中出しセックスそしてAVに 再婚の為ならどんな変態プレイだってしちゃいますwww（6月19日、熟女はつらいよ）
- 『神・展・開!!』 10 偶然見かけた「目が奪われる瞬間」に、その後があるとしたら…。（6月22日、MAGIC）
- オチ●ポ大好き嬉しょんイラマチオ（7月1日、Fitch）
- コスプレパーティーで我が家に集まった妹の友達の過激な衣装に思わずフル勃起してしまったボクは、妹にバレないよう無邪気なコスプレ尻をハンパない勢いで全員堪能してイキまくった!（7月6日、h.m.p）
- スーパーヒロイン絶体絶命 Vol.67 銀河特捜アリー 〜奪われた絆〜（7月13日、GIGA）
- 追跡!狙われた女子学生! ストーカー歯科医師による昏睡レイプ 制服美少女 プライベート監視（7月25日、レッド）
- スーパーヒロイン危機一髪!! Vol.74 〜阻止せよソルジャーピンク!爆弾マスクの爆破計画〜（8月10日、GIGA）
- HHHコラボ企画Hunter×Apache 転入して新しく通うことになった学校は女子だらけで男はボク1人! 「親友だから先に彼氏を作るとか抜け駆けはなしね」そう誓ったはずなのに、女子だらけのクラスに突然、男子の転入生が来て状況は一変。みんな実は男に超飢えていて欲求不満!「いち早く彼氏が欲しい!」とこっそり裏切りの連続でボクに迫る女子たち。 女の上辺だけの友情に縛られた禁欲生活から解放された女子は性欲全開でみんな尋常じゃなく感じまくり!淫乱クラスメイトに連日チ○ポを求められる日々!そんな性に目覚めた女子たちが今度は…「中出しされて妊娠したくないなら友達をここに呼び出してよ!」絶倫少年友達連鎖中出し輪姦の被害者に! 2枚組360分!（8月19日、Hunter）
- 転校した学校は『ウルトラクールビズ!』 生徒も先生もおへそ丸出し!パンチラしまくり!おっぱいも半分見えちゃってる超ミニミニ制服でフル勃起必至の学園生活! 2（8月19日、ゴールデンタイム）
- 超高級ハーレムソープ（8月23日、アイエナジー）
- 女子校生 ブルマ履いたままおもらしオナニー（8月25日、デジタルアーク）
- 生まれて初めての人妻風俗面接 3（9月6日、アイエナジー）
- ビキニが食い込むムチムチ女子たちに生中出し。（9月6日、Mr.michiru）
- 女子プロレスラーがハイグレ人間にされちゃった!?（9月20日、ROCKET）
- 駆け出しタレントのうっかり!? あざとい舞台裏パンチラ 初々しい女の子たちの生パン＆自前パンツ見放題!!（9月25日、アロマ企画）
- 婚約者は女教師 「謝恩会DVD」 寿退校しボクと結婚する彼女の教え子生徒たちから送られてきたDVD（9月25日、レッド）
- 大人にもてあそばれた純情女子校生たち 4時間（9月28日、ケイ・エム・プロデュース/宇宙企画）
- 考察妄想倶楽部 ○○○で接吻挑発されちゃって…（10月5日、OFFICE K’S）
- 日常のクンニ生活リズム（10月19日、OFFICE K’S）
- 新体操部員のハミパンレオタードに発情した俺 3（10月25日、AKNR）
- パンチラでオナニーしたい草食男子のためのリクエストdeパンチラ（10月25日、アロマ企画）
- バイノーラル爆音フェラチオ（10月26日、ケイ・エム・プロデュース/REAL）
- ふとももユートピア 3（11月13日、アロマ企画）
- AJOI応援Ver. 女の子に優しく励まされながらオナニーできるDVD（11月13日、アロマ企画）
- 【G1】U.S.Aスーパーヒロイン アクセルガールVSダイナウーマン（11月23日、GIGA）
- コスプレ娘 エロポーズパンチラ図鑑（11月25日、アロマ企画）

- 常に性交ハーレムエステ 2（1月10日、アイエナジー）
- STOP! FAST! SLOW! 時間操作DQN（1月10日、ROCKET）
- スーパーヒロインドミネーション地獄36 鉄腕美女ダイナウーマン（1月11日、GIGA）
- 脱ぐとケモノ（1月13日、S-Cute）
- 巨乳家庭教師は自分の胸が露出してる事が原因で生徒が勉強に集中できない事を知り先生には触らないという条件付きで優しくチ○ポをシゴきはじめるが…（2月1日、プレステージ）
- 100万×中出し 女が欲しいのは愛かお金か中出しか!!? AV女優37人の新感覚中出しサバイバル!!（2月1日、本中）
- おなら変態洗脳大作戦 くっさいおならでみんなをシモベに!（2月7日、ROCKET）
- 珍棒館 壁ち●ぽの館に迷い込んだ卒業旅行中の女子大生6人組（3月1日、ムーディーズ）
- 偶然目撃してしまった人妻のデカ尻ピタパン無自覚誘惑に理性は崩壊! 股間は膨張! いても立ってもいられず即ハメ中出し!!（3月8日、プレステージ）
- 秘密の1日デート 6（5月24日、プレステージ）
- あなたに溺れて濡れて… 一泊二日の中出し不倫旅行（5月31日、人妻花園劇場）
- 神パンスト（6月6日、親父の個撮）
- 果てしなく従順なメイド10名と暮らす王様 ～第2章～（6月13日、ムーディーズ）
- TSF 僕はドッペルゲンガール（6月20日、ROCKET）
- ナマ撮れ素人流出動画 05 (10月18日、プレステージ)　※「はな」名義

### イメージDVD
- 黒髪乙女 軟体! 美巨乳少女（2017年6月23日、pistil）※「須藤聖月」名義
- 軟体美少女（2018年3月10日、渋谷プロモーション）※「葉月渚」名義
- ひろみの限界パイコミ宣言 爆乳Fカップ嬲り!!!（2018年5月15日、21世紀FAX）※「竹澤ひろみ」名義
- 純潔乙女（2018年8月24日、サムバディ）※「三浦真美」名義
- Aが好きです（2018年11月23日、サムバディ）※「三浦真美」名義

## 出演

### テレビドラマ
- スカム（2019年、TBS） - オープニング映像、および第3話出演 ホステス役

### テレビバラエティ
- 冠番組グランプリ（2023年4月4日 - 9月26日、千葉テレビ） - アシスタントMC

### 映画
- パンチラ病院 お父さん大興奮!（2018年9月28日公開、オーピー映画） - 「山口裕子／金山弘美」役（主演）[6][7]
- むっちり討ち入り 桃色忠臣蔵（2018年12月7日公開、オーピー映画） - 「大石蔵子」役（主演）[8]
- 凌辱ホステス ぶち込まれて（2019年3月22日、オーピー映画） - 山口裕子 役（主演）[9]
- 未亡人下宿？エピソード3　裏口も開いてます（2019年9月6日、オーピー映画） - 萬千夏 役[10]
- おねだり、たちまち、どスケベ三昧（2019年12月20日、オーピー映画）‐ 銀粉蝶子 役[11]
- 名器乱舞　欲情の下半身（2020年7月10日、オーピー映画） - 裕子 役（主演）[12]
- 47の妖怪たち 第8話　魅惑の調査員パウチカムイ(北海道編)（2021年11月23日、アズプロ）短編 - 成田綾音 役（主演）[5]

### オリジナルビデオ
- ダメージングヒロイン06 愛の妖精 チアフェアリー（2019年4月26日、ZENピクチャーズ） - 香苗ミオ/チアフェアリー 役（主演）
- ダメージングヒロイン09 美聖女戦士セーラーソフィア ライズ オブ セーラーグレース（2019年7月12日、ZENピクチャーズ） - セーラーソフィア/木戸舞子 役（主演）
- 温泉童貞 快楽源泉かけ流し　(2019年11月2日、シネマファスト) - 明美 役
- ヒロインセクシーピンチ　守護戦女ヴァルテミア（2020年3月13日、ZENピクチャーズ）- 上原サクヤ 役
- 闇の女セクシーハンター 美女が裁く裏社会の肉欲（2020年4月3日、シネマファスト） - 裕子 役（主演）
- モーレツ！透明変態人間（2020年11月4日、竹書房） - 明美 役[5]

### ネット番組
- DTテレビ #14（2018年1月26日、AbemaTV）
- 極楽とんぼKAKERUTV（2019年2月28日[13]、AbemaTV） - 優レディー 役
- 極楽とんぼのタイムリミット（2020年5月3日[14]、AbemaTV） - 優レディー 役
- 全裸監督2（2021年6月24日 全話配信、Netflix）1話、2話、7話 - 奈月水絵 役
- はだか拳（2021年8月30日、Xstream46） - モズ 役[15]
- はだか拳Ω（2021年10月22日、Xstream46） - モズ 役

### ラジオ
- RCFM COCOから始めまshow・ちなちゃんれーべる〜気になるふたり〜（2022年4月10日 - 5月29日、レインボータウンFM）木崎さきとダブルパーソナリティ
- RCFM 未来空間 COCOから始めまshow・ちなちゃんれーべる〜気になるあのこと〜（2022年7月10日 - 、レインボータウンFM）濱口優とのダブルパーソナリティ[16]